# Weniamin Alexejewitsch Krasnuschkin

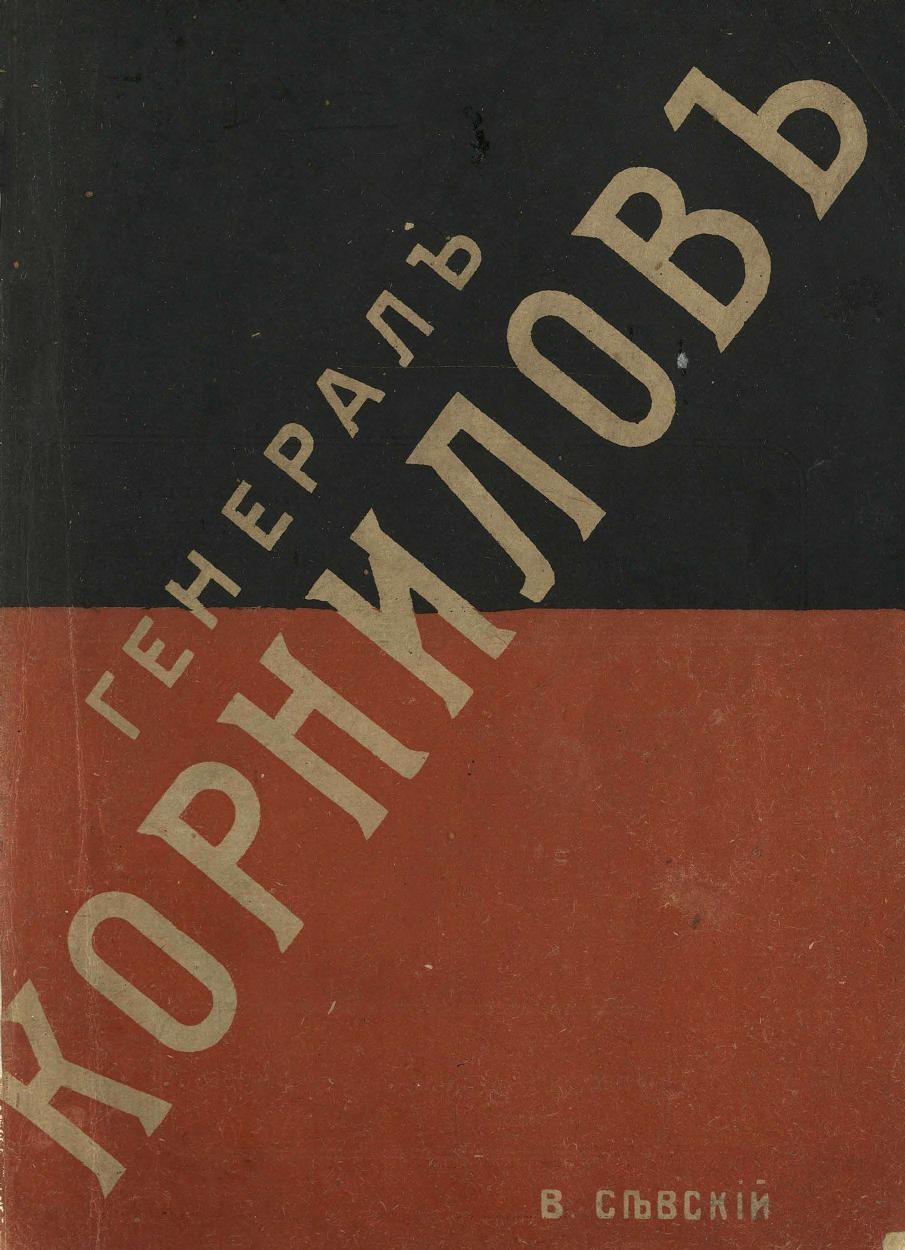
Buch General Kornilow

Weniamin Alexejewitsch Krasnuschkin (russisch Вениамин Алексеевич Краснушкин; * 8. Augustjul. / 20. August 1891greg. in Filonowskaja, Oblast des Don-Heeres, Russisches Kaiserreich; † nach 28. Juni 1920) war ein russischer Journalist und Schriftsteller.

## Leben und Wirken
Er stammte aus einer Kosakenfamilie, der Vater Alexej Krasnuschkin wurde in den persönlichen russischen Adelsstand erhoben.
Weniamin Krasnuschkin besuchte das Gymnasium in Nowotscherkassk und anschließend eine Fachschule, konnte beide aber wegen einer chronischen Mathematikschwäche nicht erfolgreich  abschließen.
Ab 1911 schrieb er für verschiedene Regionalzeitungen in der Donregion Artikel, Feuilletons und kurze Erzählungen, darunter auch Schriftstellerporträts über Tolstoi, Nekrassow, Bunin und weitere.
Im August 1918 wurde Weniamin Krasnuschkin nach Ausbruch des Ersten Weltkrieges zum Militärdienst eingezogen, aber bereits im September wegen gesundheitlicher Probleme wieder entlassen. Danach schrieb er weiter für verschiedene Zeitungen, unter anderem auch Theaterrezensionen.
Im Februar 1917 erlebte er während eines zufälligen Aufenthaltes die Februarrevolution in St. Petersburg. Danach interessierte er sich sehr für die politischen Ereignisse der folgenden Monate, besonders im Dongebiet. Im August begrüßte er den Kornilow-Aufstand, dem Oktoberumsturz in Petrograd stand er dagegen kritisch gegenüber.
Seit Anfang 1918 wurde Weniamin Krasnuschkin von der militärischen Führung der aufständischen Donkosaken zum verantwortlichen Redakteur von deren offizieller Zeitung berufen und berichtete seitdem detailliert über die Kämpfe in der Donregion gegen die Rote Armee. In dieser Zeit galt er als der am besten informierte Journalist in diesem Gebiet. 
Nach einem Wechsel an der militärischen Spitze der Donkosaken wurde er zeitweise  arrestiert, konnte aber ab Anfang 1919 weiter berichten.
Nach der Eroberung der Donregion durch die Rote Armee im Januar 1920 gab es nur noch eine Information über ihn vom 28. Juni  in Gefangenschaft der Rotgardisten. Er wurde wahrscheinlich bald danach getötet.

## Schriftstellerisches Werk
Weniamin Krasnuschkin schrieb über 1000 Artikel für verschiedene Regionalzeitungen in der Donregion. Außerdem veröffentlichte er Erzählungen und ein Porträt von General Kornilow. Er galt als einer der wichtigsten Schriftsteller der Donregion seiner Zeit  und wurde einmal als neuer Homer wegen seiner detaillierten Berichte über die militärischen Kämpfe bezeichnet.
- Провинциальные картинки: (Из жизни г. Глушинска) [Provinzbilder], 1912
- "Хаим Клоц – украинец. Пьеса-шутка в 1 д.", Р. н/Д., 1918
- Дон на костылях. (Константиновск; шлюзование Дона) Text
- Генерал Корнилов [General Kornilow]. Издание Корниловского ударного полка.  Ростов-на-Дону, 1919. Text

Der israelisch-russische Schriftsteller Zeev Bar-Sella vermutet, dass Weniamin Krasnuschkin die Urfassung der ersten beiden Teile des Romans Der stille Don verfasst habe, die danach von Michail Scholochow als sein Werk herausgegeben wurden.